# Музей истории Института сверхтвёрдых материалов имени В. Н. Бакуля
Музей истории Института сверхтвёрдых материалов имени В. Н. Бакуля посвящён истории развития Института сверхтвёрдых материалов НАН Украины. Создан по инициативе первого директора В. Н. Бакуля в 1966 году.
Время работы с 10:00 до 16:00 ежедневно.

## Экспозиция
В экспозиции музея представлены разделы об истории организации и развитии института как центра создания и промышленного использования алмазов, синтезированных в аппаратах при воздействии высоких давлений и температур, и других сверхтвёрдых материалов, представлена часть кабинета первого директора института В. Н. Бакуля. Также создана специальная экспозиция, посвященная директору института, академику НАН Украины Н. В. Новикову.
В фонде музея представлено около тысячи единиц экспонатов деятельности института, в том числе: первые 2 тысячи карат синтетических алмазов, разнообразные виды алмазных и твердосплавных инструментов, макеты, стенды, планшеты, дипломы, грамоты, кубки, подарки и сувениры гостей и сотрудников института.
В музее можно посмотреть выставку, где представлены теоретические и практические результаты научной деятельности института за 50 лет со дня его организации в 1961 г.

## Картотеки музея
- список награждённых за промышленный выпуск синтетических алмазов;
- награждённых государственными премиями в области науки и техники СССР, УССР, Украины, премиями НАН Украины;
- награждённых за успехи при выполнении правительственных заданий страны;
- почётных гостей;
- публикаций об институте в прессе за 50 лет его работы.